# Chaetogonopteron guangdongense
Chaetogonopteron guangdongense är en tvåvingeart som beskrevs av Zhang, Yang och Patrick Grootaert 2003. Chaetogonopteron guangdongense ingår i släktet Chaetogonopteron och familjen styltflugor. Inga underarter finns listade i Catalogue of Life.